# Якуценя, Максим Евгеньевич
Максим Евгеньевич Якуценя (род. 14 февраля 1981 года, Серов, СССР) — российский хоккеист, крайний нападающий.

## Карьера
Воспитанник серовского хоккея. Начал профессиональную карьеру в составе родного «Металлурга», за который выступал до 2001 года, набрав за это время 31 (17+14) очко в 111 проведённых матчах. После подписал контракт с магнитогорским «Металлургом», однако сразу же был отдан в аренду в челябинский «Мечел», где выступал на протяжении двух сезонов, проведя 92 матча и набрав 32 (16+16) очка.
Перед началом сезона 2003/04 Якуценя заключил соглашение с уфимским «Салаватом Юлаевым», однако, проведя в его составе 31 матч, перешёл в ЦСКА, где провёл два с половиной сезона, приняв участие в 118 матчах, набрав 41 (18+23) очко. После окончания действия контракта покинул ЦСКА, после чего отправился на просмотр в мытищинский «Химик». Проведя некоторое время в подмосковном клубе, подписал контракт с новокузнецким «Металлургом». Проведя 30 матчей, перешёл в омский «Авангард», где за оставшуюся часть сезона набрал 14 (7+7) очков в 33 матчах. Перед стартом сезона 2007/08 руководство клуба приняло решение продлить соглашение ещё на два года. В течение следующих двух лет Якуценя провёл 99 матчей, в которых он набрал 31 (14+17) очко, после чего был отзаявлен.
14 мая 2009 года подписал однолетний контракт с нижнекамским «Нефтехимиком», в составе которого в сезоне 2009/10 стал одним из самых результативных игроков, в 53 матчах набрав 41 (20+21) очко. 30 ноября 2009 года забросил 4 шайбы в ворота «Лады» (9:2) за 14 минут и 59 секунд игрового времени. Это остаётся рекордом по самому быстрому «покеру» в истории КХЛ. Также более 14 лет это были самые ранние 4 шайбы хоккеиста в матче КХЛ (Якуценя забросил 4-ю шайбу на 31-й минуте матча), пока достижение нападающего «Нефтехимика» не превзошёл Максим Цыплаков из «Спартака». После сезона 2009/10 руководство клуба предложило Якуцене новый контракт, и он набрал 33 (11+22) очка в 61 встрече.
8 мая 2011 года Якуценя заключил двухлетнее соглашение с челябинским «Трактором».
30 апреля 2015 года подписал двухлетний контракт с «Трактором». В 2018 году покинул команду.

## Достижения
- Бронзовый призёр чемпионата России 2007.
- Обладатель Кубка Континента КХЛ в сезоне 2011/2012 в составе челябинского «Трактора».
- Бронзовый призёр чемпионата КХЛ в сезонах 2011/2012, 2017/2018 в составе челябинского «Трактора».
- Серебряный призёр чемпионата КХЛ в сезоне 2012/2013 в составе челябинского «Трактора».

## Статистика
| Легенда | Легенда                    | Легенда | Легенда                   | Легенда | Легенда    |
| ------- | -------------------------- | ------- | ------------------------- | ------- | ---------- |
| И       | Количество проведённых игр | Штр     | Штрафное время            | +/−     | Плюс-минус |
| Г       | Голы                       | П       | Голевые передачи          | О       | Очки       |
| -       | Статистика неизвестна      | —       | Статистика не учитывалась |         |            |

### Клубная карьера
Старший брат Ян по состоянию на 2012 год являлся директором ледовой арены «Трактор».

## Дорожный инцидент
19 октября 2012 года в Челябинске произошла дорожная авария с участием Якуцени. Его BMW X6 столкнулся на перекрестке с автомобилем ВАЗ-2110. Двоих пострадавших из ВАЗ-2110 доставили в больницу, где один из них позже скончался. Сам хоккеист получил незначительные ушибы, а его пассажирка с незначительными травмами также была доставлена в больницу. По факту аварии было возбуждено уголовное дело. Впоследствии эксперты заявили о невиновности Якуцени.